# Francesco Durante (componist)

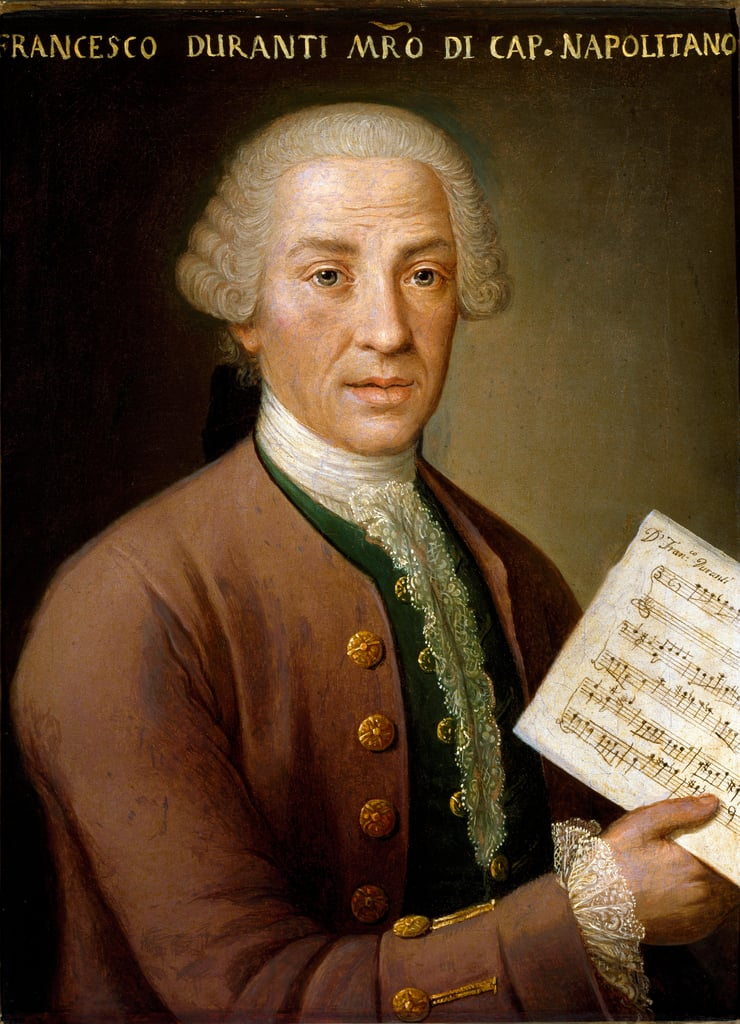
Francesco Durante

Francesco Durante (Frattamaggiore bij Napels, 31 maart 1684 - Napels, 13 augustus 1755) was een Italiaans componist, theoreticus en muziekpedagoog.
Durante, een leerling van Alessandro Scarlatti en zelf de leraar van onder anderen Pergolesi, was een der voornaamste vertegenwoordigers van de zogenaamde Napolitaanse School. Hij componeerde kerkmuziek (missen, psalmen en motetten), oratoria en muziek voor klavecimbel. Merkwaardig voor een Italiaan, schreef hij geen enkele opera. Opvallend in veel van zijn muziek de ver doorgevoerde chromatiek.

## Media
Vergine tutto amoreⓘ
- Biblioteca Nacional de España: XX1169423
- Bibliothèque nationale de France: cb13893530v (data)
- CiNii: DA08512403
- Gemeinsame Normdatei: 118901753
- International Standard Name Identifier: 0000 0001 1065 7629
- Library of Congress Control Number: n82066810
- Nationale Bibliotheek van Letland: 000049858
- MusicBrainz: 84056e0c-9959-40d7-9162-d6eb44aaa487
- Nationale Bibliotheek van Tsjechië: ola2002161231
- Nationale Bibliotheek van Israël: 987007283668805171
- Nationale Bibliotheek van Polen: a0000002042782
- Nederlandse Thesaurus van Auteursnamen: 096200219
- Istituto Centrale per il Catalogo Unico: CFIV155180
- LIBRIS: 216328
- SNAC: w64b35rk
- Système universitaire de documentation: 080006957
- Virtual International Authority File: 61731627
- WorldCat: E39PBJB4gkWP9Q7dv7JKHp6R8C